# 谢卫东 (1964年)
谢卫东（1964年5月—）男，汉族，辽宁省建昌县人。中华人民共和国辽宁省朝阳市市长，毕业于内蒙古师范大学，在职研究生学历、理学硕士学位。

## 个人履历
1986年七月至1990年二月任朝阳市教育学院体音美教研室教研员。
1990年二月至1993年二月任朝阳市体委群体科科员。
1993年二月至1995年三月任朝阳市体委办公室副主任。
1995年三月至1999年六月任朝阳市体育馆馆长。
1999年六月至2001年十二月任朝阳市体育运动委员会副主任。
2001年十二月至2004年三月任朝阳市体育局副局长。
2004年三月至2009年二月任朝阳市体育局局长。
2009年二月至2010年十一月任朝阳市对外贸易经济合作局（外事办、侨办）局长（主任）兼市对外开放工作领导小组办公室主任（市招商局局长）。
2010年十一月至2010年十二月任北票市委副书记、副市长、代市长。
2010年十二月至2015年二月任北票市委副书记、市长。
2015年二月至2016年三月任北票市委书记。
2016年六月至2016年7月朝阳市委常委。
2016年七月至2018年四月任朝阳市委常委、秘书长兼市委办主任、市直机关工委书记。
2018年四月至2019年四月任朝阳市委常委、秘书长、宣传部长兼市委办主任、市直机关工委书记。
2019年四月至2019年五月任朝阳市委副书记，秘书长、宣传部长兼市委办主任、市直机关工委书记。
2019年五月至2019年六月任朝阳市委副书记，市政府党组书记，副市长、代市长。
2019年6月至今任朝阳市委副书记，市政府党组书记，市长。